# I Форони (Мантова)
I Форони је насеље у Италији у округу Мантова, региону Ломбардија.
Према процени из 2011. у насељу је живело 44 становника. Насеље се налази на надморској висини од 45 м.